# أورسان (زرقت الشرقية)
أورسان هو دُوَّار يقع بجماعة زرقات، إقليم الحسيمة، جهة طنجة تطوان الحسيمة في المملكة المغربية. ينتمي الدوّار لمشيخة زرقت الشرقية التي تضم 8 دواوير. يقدر عدد سكانه بـ 811 نسمة حسب الإحصاء الرسمي للسكان والسكنى لسنة 2004.

## روابط خارجية
- البوابة الوطنية للجماعات الترابية
- المندوبية السامية للتخطيط